# ایساهاک آلیخانیان
ایساهاک سیمونی آلیخانیان (ارمنی: Իսահակ Սիմոնի Ալիխանյան؛  زادهٔ ۷ فوریهٔ ۱۸۷۶ – ۱۴ مارس ۱۹۴۶) یک بازیگر اهل ارمنستان بود. وی بین سال‌های - تا - میلادی فعالیت می‌کرد.

## زندگی‌نامه
وی در ۱۹ فوریه [سبک قدیمی: ۷ فوریه] ۱۸۶۹ در دوشتی به دنیا آمد و از مدرسه نرسیسیان (۱۸۹۶) فارغ‌التحصیل گشت. آلیخانیان در فرهنگستان دولتی تئاتر سوندوکیان تئاتر ارمنی دولتی استپان شاهومیان فعالیت می‌کرد. وی همچنین برنده جوایزی همچون هنرمند مردمی ارمنستان شوروی (۱۹۲۳) و هنرمند مردمی گرجستان شوروی (۱۹۴۱) شد. وی در ۱۴ مارس ۱۹۴۶ در سن ۷۰ سالگی در تفلیس درگذشت و در پانتئون ارمنیان تفلیس به خاک سپرده شد.